# Dalia Itzik
Dalia Itzik (דליה איציק in ebraico) (Gerusalemme, 20 ottobre 1952) è una politica israeliana.
Dopo aver ricoperto il ruolo di ministro in diverse legislature, è stata eletta presidente ad interim dello Stato di Israele dal 25 gennaio 2007 al 15 luglio dello stesso anno.
Milita nelle file del partito Kadima.